# Szentdemeter
Szentdemeter (románul Dumitreni, németül Mettersdorf) falu Romániában Maros megyében.

## Fekvése
A falu Marosvásárhelytől 30 km-re délkeletre a Kis-Küküllő bal partján kisebb patakok völgyében fekszik. Balavásárhoz tartozik, melytől 5 km-re délkeletre van.

## Története
1436-ban Zsigmond király Demeter fia Kemény Lőrincnek adta. 1503-ban Zentdemeter néven említik. A Kis-Küküllő völgyére nyúló hegyfokon állt a valamikori várkastély. Mára már maradványai sem láthatók. A 16. században a Balassi és Nyújtódi családok kezdték el építeni. 1607 és 1635 között Balassi Ferenc reneszánsz stílusban alakította át, új falakat, bástyákat, épületeket emelt. 1656-ban Csáki Gábor özvegye Gyulaffi Zsófia az egyik helyiséget római katolikus kápolnává építteti át, mivel a falu temploma az unitáriusoké lett. 1660-ban Kemény János vezére Kis András ostrommal foglalta el, az ide menekült Lázár Györgyöt pedig helyben felakasztotta.
1910-ben a falunak 731 lakosa volt. A trianoni békeszerződésig Udvarhely vármegye Székelykeresztúri járásához tartozott. 1992-ben 613 lakosából, 585 magyar, 27 cigány és 1 román volt.

## Látnivalók
Római katolikus temploma a falu keleti szélén egy magaslaton áll. Román kori eredetű, később gótikus stílusban átalakították, mai formáját a 15–16. század fordulóján nyerte el. A szentély jelenleg mésszel eltakart freskótöredékei 15. századiak lehetnek. A templom a reformáció idején az unitáriusoké lett, de 1723-ban visszakerült a katolikusokhoz.
A Schell-udvarház a 18-19. században klasszicista stílusban épült. Állapota nagyon leromlott.

## Híres emberek
- Itt született 1550 körül Bogáthi Fazekas Miklós unitárius zsoltárfordító.
- Itt született 1926. december 27-én Vajda Lajos történész.